# 1997 YX2
1997 YX2 är en asteroid i huvudbältet som upptäcktes den 21 december 1997 av den japanska astronomen Takao Kobayashi vid Ōizumi-observatoriet.